# کاخ سلطنتی ماری
کاخ سلطنتی ماری، محل اقامت سلطنتی حاکمان پادشاهی ماری در شرق سوریه بود. ماری در میان فلسطین، سوریه، بابل، شام و دیگر شهرهای بین‌النهرین قرار دارد. ماری به عنوان پادشاهی بزرگ و قدرتمند عمل می‌کرد. هر دو اندازه و طبیعت بزرگ قصر، اهمیت ماری را در طول تاریخ طولانی خود نشان می‌دهند، هر چند جذاب‌ترین ویژگی کاخ تقریباً به علت وجود 25٬000 لوح در اتاق‌های کاخ است. این کاخ سلطنتی در سال 1935 کشف شد، در طول دهه 1930 با بقیه شهر حفاری شد و یکی از مهمترین یافته‌های ماری است. آندره پراووت مسئول حفاری و کشف شهر و قصر بود.
بسیاری از این سایت بین سال های 2013 و 2015 توسط داعش غارت شد.